# 纽埃总理
纽埃总理（英語：Prime Minister of Niue）是纽埃政府的政府首脑，纽埃是新西兰自由聯合（free association）中的一個自治區。該職位始自1974年，當纽埃獲授權自治時。

## 總理列表
| # | 肖像 | 姓名              | 上任日期       | 离任日期       | 政党       |
| 1 |      | 罗伯特·雷克斯     | 1974年10月19日 | 1992年12月12日 |            |
| 2 |      | 扬·维维安，1次    | 1992年12月12日 | 1993年3月9日   |            |
| 3 |      | 法兰克·路易       | 1993年3月9日   | 1999年3月26日  |            |
| 4 |      | 桑尼·拉卡塔尼     | 1999年3月26日  | 2002年5月1日   | 纽埃人民党 |
| 5 |      | 扬·维维安，2次    | 2002年5月1日   | 2003年         | 纽埃人民党 |
|   |      | 扬·维维安（脱党） | 2003年         | 2008年6月19日  |            |
| 6 |      | 托克·塔拉吉       | 2008年6月19日  | 2020年6月11日  |            |
| 7 |      | 道爾頓·塔格拉吉   | 2020年6月11日  |                |            |